# Lagrecacanthops
Lagrecacanthops är ett släkte av bönsyrsor. Lagrecacanthops ingår i familjen Acanthopidae.
Kladogram enligt Catalogue of Life:
| Lagrecacanthops | \| \| Lagrecacanthops brasiliensis \| \| \| \| \| \| Lagrecacanthops guyanensis \| \| \| \| |
|                 | \| \| Lagrecacanthops brasiliensis \| \| \| \| \| \| Lagrecacanthops guyanensis \| \| \| \| |
|                 | Acanthops                                                                                   |
|                 |                                                                                             |
|                 | Acontista                                                                                   |
|                 |                                                                                             |
|                 | Astollia                                                                                    |
|                 |                                                                                             |
|                 | Callibia                                                                                    |
|                 |                                                                                             |
|                 | Decimiana                                                                                   |
|                 |                                                                                             |
|                 | Metilia                                                                                     |
|                 |                                                                                             |
|                 | Miracanthops                                                                                |
|                 |                                                                                             |
|                 | Paratithrone                                                                                |
|                 |                                                                                             |
|                 | Pseudacanthops                                                                              |
|                 |                                                                                             |
|                 | Raptrix                                                                                     |
|                 |                                                                                             |
|                 | Stenophylla                                                                                 |
|                 |                                                                                             |
|                 | Tithrone                                                                                    |
|                 |                                                                                             |
|                 | Lagrecacanthops brasiliensis                                                                |
|                 |                                                                                             |
|                 | Lagrecacanthops guyanensis                                                                  |
|                 |                                                                                             |

|  | Lagrecacanthops brasiliensis |
|  |                              |
|  | Lagrecacanthops guyanensis   |
|  |                              |